# 荣隆镇
荣隆镇，是中华人民共和国重庆市荣昌区下辖的一个乡镇级行政单位。

## 行政区划
荣隆镇下辖以下地区：
新民社区、葛桥社区、黄坪村、高田村、先锋村、果园村、沙坝子村、柏香村和玉久村。